# Farid Makari
Farid Nabil Makari (né à Anfeh le 24 octobre 1947 et mort le 17 août 2022) est un homme politique libanais.

## Biographie
Diplômé de génie de l’Université du Texas à Austin, Farid Makari rejoint les sociétés Saudi Oger et Oger international où il se rapproche de leur fondateur : Rafiq Hariri.
Il se présente en 1992 aux élections législatives et est élu député grec-orthodoxe de Koura au Nord du Liban. Entre 1995 et 1996, il est ministre de l’Information du gouvernement de Rafiq Hariri.
Il est réélu aux scrutins de 1996, 2000, 2005 et 2009.
À la suite de l’assassinat de Rafiq Hariri en 2005, il prend part à la Révolution du Cèdre et gagne les élections législatives sur la liste de l'Alliance du 14 mars. Membre du bloc parlementaire du Courant du Futur de Saad Hariri, il est choisi par la majorité parlementaire pour occuper le poste de vice-président du Parlement.
Il a vécu pendant quelques mois à Paris, vers la fin de l’année 2005, ayant été menacé de mort.
Ses relations avec le président du Parlement, Nabih Berri, ont connu quelques périodes de tension, mais ils se sont réconciliés au début de l’été 2006.
Il est à partir de 2005 vice-président du Parlement libanais.